# Okręg wyborczy Braintree
Okręg wyborczy Braintree powstał w 1974 r. i wysyła do brytyjskiej Izby Gmin jednego deputowanego. Okręg położony jest w hrabstwie Essex.

## Deputowani do brytyjskiej Izby Gmin z okręgu Braintree
- 1974–1997: Tony Newton, Partia Konserwatywna
- 1997–2005: Alan Hurst, Partia Pracy
- 2005–2015: Brooks Newmark, Partia Konserwatywna
- 2015–    : James Cleverly, Partia Konserwatywna